# Ga Fukuyama
Fukuyama Station (福山駅 Fukuyama-eki) là một ga đường sắt ở Fukuyama, Hiroshima, Nhật Bản, do JR West vận hành.

## Các tuyến
Ga Fukuyama phục vụ các tuyến JR West sau.
- Sanyo Shinkansen
- Tuyến Sanyo
- Tuyến Fukuen

## Các ga lân cận
| «                  | «                | Dịch vụ          | »                | »                |
| Sanyo Shinkansen   | Sanyo Shinkansen | Sanyo Shinkansen | Sanyo Shinkansen | Sanyo Shinkansen |
| ------------------ | ---------------- | ---------------- | ---------------- | ---------------- |
| Mizuho: không dừng |                  |                  |                  |                  |
| Okayama            |                  | Nozomi           |                  | Hiroshima        |
| Okayama            |                  | Hikari           |                  | Hiroshima        |
| Okayama            |                  | Sakura           |                  | Hiroshima        |
| Shin-Kurashiki     |                  | Kodama           |                  | Shin-Onomichi    |
| Tuyến Sanyo        |                  |                  |                  |                  |
| Kasaoka            |                  | Rapid Sun Liner  |                  | Ga cuối          |
| Higashi-Fukuyama   |                  | Local            |                  | Bingo-Akasaka    |
| Fukuen Line        |                  |                  |                  |                  |
| Ga cuối            | Ga cuối          | -                | Bingo-Honjō      | Bingo-Honjō      |

1. ↑  Hầu hết tàu Nozomi không dừng ở Fukuyama, nhưng mỗi 1 giờ có 1 tàu dừng vào ban ngày.

## Lịch sử

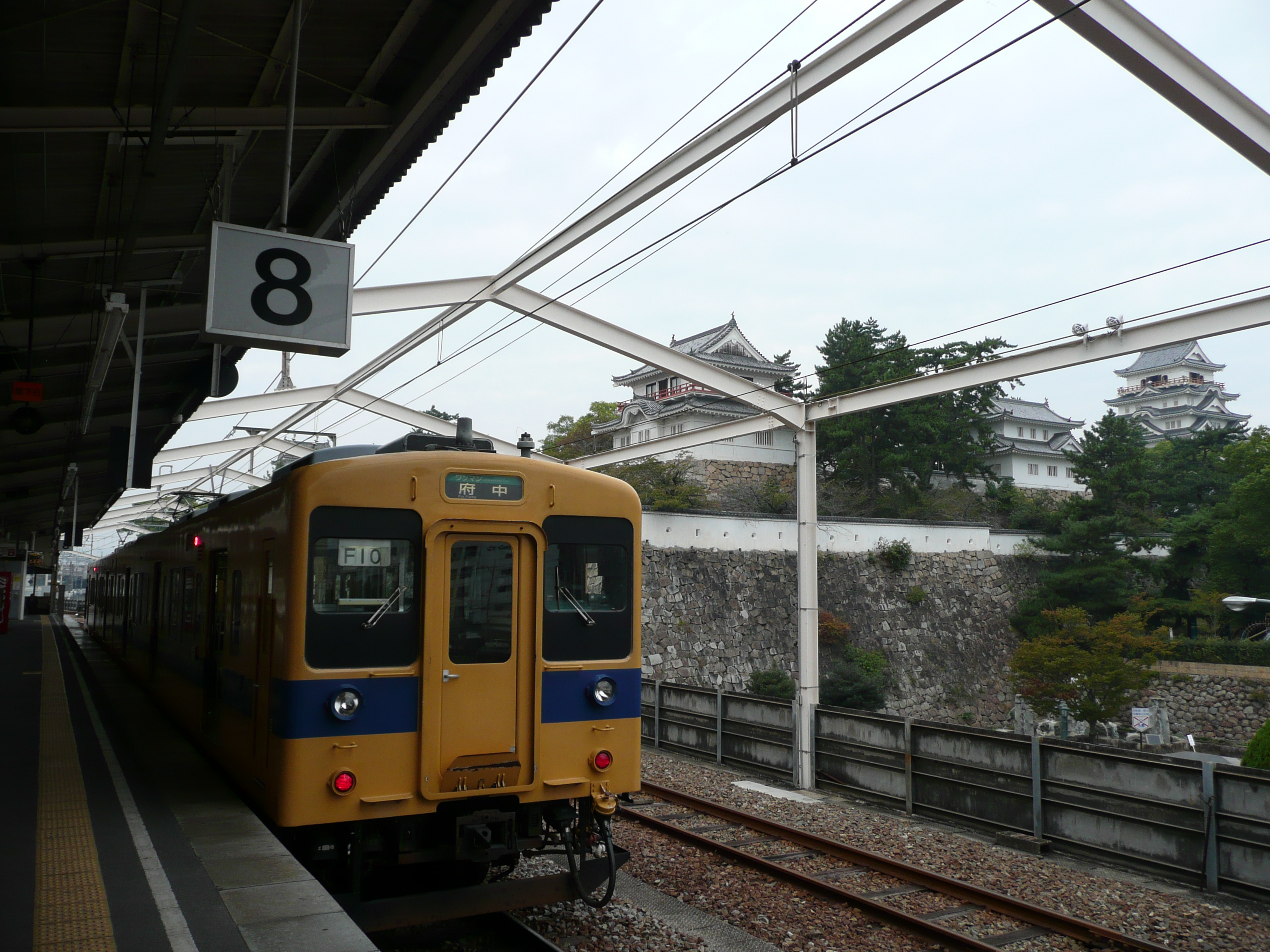
Thành Fukuyama nhình từ nhà ga

Ga Fukuyama đưa vào hoạt động vào 11 tháng 9 năm 1891.